# IC 5020
IC 5020 — галактика типу Sb (компактна витягнута галактика) у сузір'ї Мікроскоп.
Цей об'єкт міститься в оригінальній редакції індексного каталогу.